# Maurizio Vandelli
Maurizio Vandelli (Modena, 9 augustus 1964) is een Italiaanse wielrenner, actief van 1986 tot en met 2006. Van 1993-2000 reed hij bij de amateurs. Zijn broer Claudio was ook wielrenner, maar niet zo succesvol als Maurizio.

## Overwinningen
1990
- Ruota d'Oro

1999
- Wien - Grabenstein - Gresten - Wien
- 7e etappe en eindklassement Ronde van Oostenrijk
- Uniqa Classic

2000
- Wien - Grabenstein - Gresten - Wien
- Uniqa Classic

2001
- 4e etappe en eindklassement Uniqa Classic
- Uniqa Classic

2002
- Neunkirchen
- 1e etappe en eindklassement Steiermark Rundfahrt

2003
- Gaisberg
- Dobratsch

2004
- Lavanttaler Radsporttage
- Gaisberg

2005
- Lavanttaler Radsporttage
- 2e etappe deel B Steiermark Rundfahrt
- Gaisberg

## Resultaten in voornaamste wedstrijden
| Jaar | Ronde van Italië | Ronde van Frankrijk | Ronde van Spanje |
| ---- | ---------------- | ------------------- | ---------------- |
| 1986 | opgave           |                     |                  |
| 1987 | 50e              |                     |                  |
| 1988 | 10e              |                     |                  |
| 1989 | opgave           |                     |                  |
| 1990 | 22e              |                     |                  |
| 1991 | opgave           |                     |                  |
| 1992 |                  |                     | opgave           |

| Jaar | Milaan-San Remo | Luik-Bast.‑Luik | Ronde van Lombardije |
| ---- | --------------- | --------------- | -------------------- |
| 1986 | 100e            |                 |                      |
| 1987 |                 | 96e             |                      |
| 1988 |                 |                 |                      |
| 1989 |                 |                 |                      |
| 1990 |                 |                 | 45e                  |
| 1991 |                 |                 |                      |
| 1992 |                 |                 |                      |